# Курчавка колющая
Курча́вка ко́лющая (лат. Atrapháxis púngens) — многолетний ветвистый кустарник; вид рода Курчавка.

## Биологическое описание
Колючий ветвистый кустарник 15-50 см высотой, с искривленными ветвями, с серой лупящейся корой. Молодые ветви беловатые, короткие, вначале густо облиственные, затем теряют листья и превращаются в колючки, сохраняющиеся несколько лет. Цветоносные ветви короткие и несут боковые укороченные кисти 2-3 см дл.
Листья жесткие, серовато-зеленые, от 3 до 6 см длиной и 3-12 мм шириной, широкоэллиптические или обратнояйцевидные, коротко заостренные или туповатые, при основании тупо-клиновидные, суженные в очень короткий черешок.
Цветки бледно-розовые. Собраны в кисти. Цветоножки сочленены около половины длины или выше. Листочки околоцветника при плодах округло-сердцевидные, верхние 5-6 мм длиной, 6-7 мм шириной, почти вдвое превышают плод.
Плод чёрный трёхгранный яйцевидный блестящий орешек.
Размножается семенами. Морозоустойчива. К почве и влаге нетребовательна. Декоративна. Используется для создания бордюрных посадок, живых изгородей. Требуется охрана как редкого кустарника.

## Местообитание
Сухие каменистые склоны, скалы, каменистые степи.
Распространена на южном Алтае, в Восточном Казахстане, в северной части Средней Азии, Монголии, Корее.